# Jakob Laub (Physiker)
Jakob Johann Laub (geb. Jakub Laub; * 7. Februar 1884 in Rzeszów, Galizien; † 22. April 1962 in Freiburg, Schweiz) war ein Physiker. Er ist vor allem durch seine Zusammenarbeit mit Albert Einstein in der Frühzeit der speziellen Relativitätstheorie bekannt.

## Leben
Jakob Laub war der Sohn von Abraham Laub und Anna Maria Schenborn. Laub, der vom jüdischen zum katholischen Glauben konvertierte und seinen Namen von „Jakub“ in „Jakob Johann“ änderte, besuchte zuerst das Gymnasium in Rzeszów. Nächste Stationen waren die Universität Wien, die Universität Krakau und schließlich die Universität Göttingen, wo er Mathematik u. a. bei David Hilbert, Woldemar Voigt, Walther Nernst, Karl Schwarzschild und Hermann Minkowski studierte. Danach wechselte er zur Universität Würzburg, wo er 1907 promovierte. Bald stand er in engerem Kontakt mit Wilhelm Wien, Arnold Sommerfeld, Johannes Stark und Albert Einstein. Als er 1908 nach Bern reiste, um Einstein (mit dem er später häufig korrespondierte und befreundet war) zu besuchen und ihn dort noch immer als Patentangestellten arbeiten sah, bezeichnete er dies als einen „Treppenwitz der Geschichte“. 1909 wurde Laub Mitarbeiter von Philipp Lenard an der Universität Heidelberg.
Im Jahr 1911 wanderte er mit seiner Frau Ruth Elisa Wendt nach Argentinien aus. Dort arbeitete er am geophysikalischen und astronomischen Observatorium in La Plata. Danach wechselte er in leitender Stellung zu einem Physikdepartment in Buenos Aires. Nach der Übernahme der argentinischen Staatsbürgerschaft (mit der spanischen Vornamensvariante „Jacobo Juan“) übersetzte er mit Pierre Ramus eine Parlamentsrede vom 24. und 25. September 1917 von Horacio B. Oyhanarte. 1920 trat er in den diplomatischen Dienst ein. Von 1920 bis 1925 war Laub Geschäftsträger im Vice-Consular-Büro in München. 1925 wurde Laub Vizekonsul in Breslau. Von 1928 bis 1930 war er Privatsekretär von Horacio B. Oyhanarte. Von Dezember 1933 bis 1937 war er Generalkonsul in Hamburg. 1937 wurde er Generalkonsul in Breslau. Von 1937 bis 4. September 1939 war er Botschafter in Warschau. Am 4. September 1939 wurde er dem Generalkonsulat in Zürich zugeordnet und 14 Tage später nach Argentinien abberufen. Im Mai 1945 wurde er aus dem Diplomatischen Dienst in den Ruhestand versetzt. Seine Frau Ruth Wendt erhielt 1928 eine Stelle am Wirtschaftsinstitut. Am 5. März 1933 wurde ihr Arbeitsvertrag gekündigt, da sie mit einem Juden verheiratet war.
1947 kehrte er nach Europa zurück. In seiner neuen Heimatstadt Freiburg geriet er in wirtschaftliche Not und verkaufte deswegen einen Teil seiner Korrespondenz mit Einstein.

## Werk
Ab 1905 erforschte er zusammen mit Wilhelm Wien die Kathodenstrahlen. Danach wandte er sich der Relativitätstheorie zu und schrieb 1907 eine wichtige Arbeit über die Optik bewegter Körper. 1908 verfasste er zusammen mit Einstein mehrere Arbeiten über die elektromagnetischen Grundgleichungen, welche die vierdimensionale Formulierung der Elektrodynamik von Minkowski durch eine einfachere, klassische Formulierung ersetzen sollte. Er veröffentlichte Arbeiten über relativistische Effekte bei Gasen und verfasste 1910 einen der ersten Übersichtsartikel zur Relativitätstheorie. Auch später schrieb Laub noch viele wissenschaftliche Arbeiten zu verschiedenen Themen.

## Veröffentlichungen
- J. Laub: Über sekundäre Kathodenstrahlen. In: Annalen der Physik. 328. Jahrgang, 1907, S. 285–300, doi:10.1002/andp.19073280708 (bnf.fr).
- J. Laub: Zur Optik der bewegten Körper. In: Annalen der Physik. 328. Jahrgang, 1907, S. 738–744, doi:10.1002/andp.19073280910 (bnf.fr).
- J. Laub: Zur Optik der bewegten Körper II. In: Annalen der Physik. 330. Jahrgang, 1908, S. 175–184, doi:10.1002/andp.19083300113.
- A. Einstein, J. Laub: Über die elektromagnetischen Grundgleichungen für bewegte Körper. In: Annalen der Physik. 331. Jahrgang, 1908, S. 532–540, doi:10.1002/andp.19083310806 (uni-augsburg.de [PDF]).
- A. Einstein, J. Laub: Über die im elektromagnetischen Felde auf ruhende Körper ausgeübten ponderomotorischen Kräfte. In: Annalen der Physik. 331. Jahrgang, 1908, S. 541–550, doi:10.1002/andp.19083310807 (uni-augsburg.de [PDF]).
- J. Laub: Über die durch Röntgenstrahlen erzeugten sekundären Kathodenstrahlen. In: Annalen der Physik. 331. Jahrgang, 1908, S. 712–726, doi:10.1002/andp.19083310903 (bnf.fr).
- A. Einstein, J. Laub: Berichtigung zur Abhandlung: „Über die elektromagnetischen Grundgleichungen für bewegte Körper“. In: Annalen der Physik. 332. Jahrgang, 1908, S. 232, doi:10.1002/andp.19083321115 (uni-augsburg.de [PDF]).
- J. Laub: Über den Einfluß der molekularen Bewegung auf die Dispersionserscheinungen in Gasen. In: Annalen der Physik. 333. Jahrgang, 1909, S. 131–141, doi:10.1002/andp.19093330107.
- A. Einstein, J. Laub: Bemerkungen zu unserer Arbeit: „Über die elektromagnetischen Grundgleichungen für bewegte Körper“. In: Annalen der Physik. 333. Jahrgang, 1909, S. 445–447, doi:10.1002/andp.19093330212 (uni-augsburg.de [PDF]).
- J. Laub: Zur Theorie der Dispersion und Extinktion des Lichtes in leuchtenden Gasen und Dämpfen. In: Annalen der Physik. 334. Jahrgang, 1909, S. 94–110, doi:10.1002/andp.19093340608 (bnf.fr).
- J. Laub: Über die experimentellen Grundlagen des Relativitätsprinzips. In: Jahrbuch der Radioaktivität und Elektronik. 7. Jahrgang, 1910, S. 405–463.
- J. Laub: Über die Dispersionserscheinungen des Lichtes in beliebig bewegten Körpern. In: Annalen der Physik. 351. Jahrgang, 1915, S. 705–719, doi:10.1002/andp.19153510509 (bnf.fr).
- J. Laub: Über die durch Röntgenstrahlen erzeugten Strahlen. In: Annalen der Physik. 351. Jahrgang, 1915, S. 785–808, doi:10.1002/andp.19153510605 (bnf.fr).